# Portugália nagysebességű vasúti közlekedése

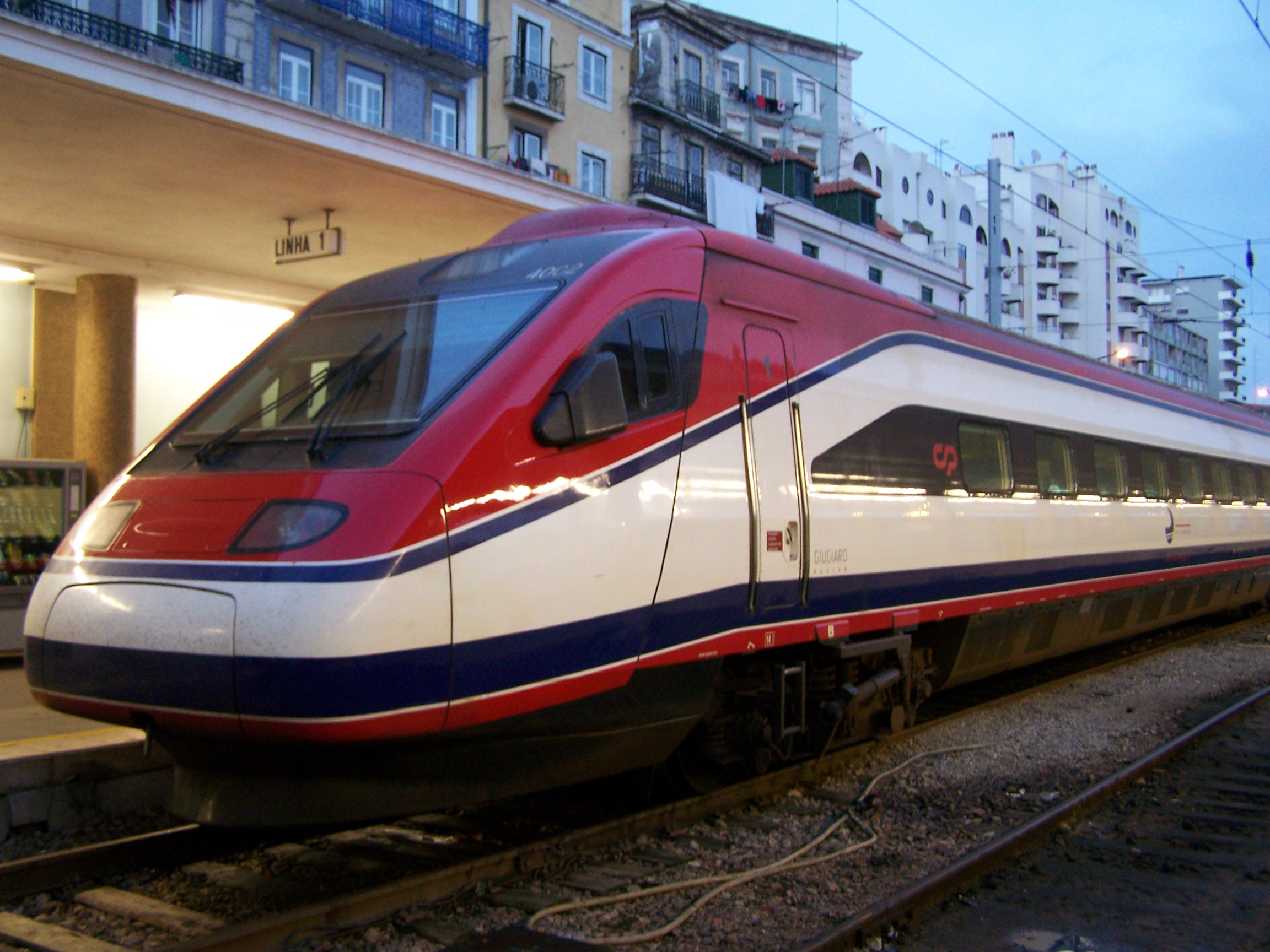
Alfa Pendular motorvonat Lisszabonban

Portugáliának jelenleg nincs dedikált nagysebességű vonala. A portugál billenőszekrényes motorvonatok, az Alfa Pendularok az ország hagyományos vasútvonalain közlekednek 220 km/h-s sebességgel.

## Dedikált vonalak
A portugál közlekedési miniszter Mario Lino úr 2007-ben bejelentette, hogy az ország első két nagysebességű vonalának tervezése 2008. évben megkezdődött. Reményeik szerint a Lisszabontól Madridig, a spanyol fővárosig, a 2013. évben, és ezt követő két év után Lisszabonból Portoig megindulhat a nagysebességű közlekedés.
A Lisszabon-Madrid vonal 207 km hosszúságú portugál szakasza Évorán keresztül Elvas/Badajoz a spanyol határig halad, és a projekt részét képezi Lisszabonban a Tagus folyó feletti új vasúti híd építése is. A terv megvalósítása kb. 3 milliárd euróba fog kerülni. A két főváros közötti utazási idő 2 óra 45 perc lesz, ez a vasúti közlekedést versenyképessé teszi a légi közlekedéssel szemben.
A Lisszabon-Coimbra-Aveiro-Porto 313 km-es vonal építési költsége 4,7 milliárd euró. Ez személyszállításra kijelölt vonal lesz. Az utazási idő 1 óra 15 perc lesz, amely jelentős csökkenést jelent, mivel jelenleg a 220 km/h sebességgel közlekedő nyomtávállítós Pendolino ívbe bebillenő vonattal, ez az érték 2 óra 55 perc. A két vonalhoz a normál nyomtávú gördülő anyagok beszerzése további 480 millió eurót igényelnek. Lino kijelentette előre, becslésük szerint a projekt megvalósulása az üzemeltetési pénzforgalom növekedését eredményezi, és így a teljes befektetés 38%-át fedezi. Az Európai Unió a költségek 22%-át fedezi, így a portugál államra 40% marad. Azzal a kritikával kapcsolatosan, hogy a kormány korábban elfogadta a Porto-Lisszabon között meglévő vonal felújítását a 220 km/h sebesség elérése érdekében az ívbe bebillenő vonatokkal, Lino a következőket mondta: Az igazság az, hogy az 1991. évi előrejelzés (az utazási idő 2 óra 20 percre csökkentése) nem realizálódott a modernizáció 1996. évi kezdete óta. 2005. évben az utazási idő 3 óra, miközben mind a költségek a mind az idő (kb. 9 év), ellenszegül az elképzelésnek.
Spanyolország és Portugália 2008-ban újra megerősítette, hogy érdekükben áll a nagysebességű normál nyomközű vonal megépítése Porto északtól Vigo-ig (Spanyolország), Averio kelettől Salamancáig (Spanyolország), és Évora déltől Faroig és Huelva-ig (Spanyolország). Lino még kijelentette, e nagysebességű vonalak építési terveinek megvalósítása csak akkor tekinthető reálisnak, ha befejezik a megvalósíthatósági tanulmányt.
2009 március végén indult a Lisszabon és a spanyol határ közti nagysebességű vonal tenderezése, az építkezés 2010-ben kezdődöhett el. Közben portugál közgazdászok felhívják a figyelmet, hogy a nagyívű állami beruházásokra (köztük egy új lisszaboni reptérre és hídra) az országnak nem nagyon van pénze, és a vasútvonal társadalmi hasznossága is kérdéses.
Az új nagysebességű vonal építéséhez az Elos konzorcium nyerte el, amelyet a portugál Brisa építési konzorcium vezet, a 40 évre szóló koncessziót, a nagysebességű vonal Lisszabon és a spanyol határ közötti első szakasz építésére, fenntartására. Ez a szakasz 165 km hosszú, Poceráo és a spanyol határ Ciai között fekszik. A társaság 1,36 milliárd eurót fektet be az építésbe. Az átlagos éves üzemeltetési, fenntartási, valamint felújítási költséget 12,2 millió euróra becsülik. Az Európai Uniótól a szükséges tőke 39 százalékát kapják (640 millió euró), a portugál kormány a 8 százalékot biztosít (137 millió euró), valamint a Portugál Infrastruktúra Hivatal 4 százalékot, 60 millió eurót ad. A maradék 49 százalékot magántőke bevonásával tervezik előteremteni. A szerződést 2010 márciusban írták alá, és az építkezést 2010. év második felében kezdik el.
Az előkészítés közben az építési költség 40 százalékkal csökkent, jelentette ki a nagysebességű hivatal vezetője. Ez azt jelenti, hogy a Poceriráo–Caia vonalszakasz építése 900 millió euróval olcsóbb lett az előrebecsült 2,26 milliárd eurónál. Ezt az eredetinél jobb terv megvalósításával érték el. Ennek lényege, hogy korszerűbb földfelmérési technológiát alkalmaztak, amely a pályázók között nagyobb versenyre ösztönzött. A verseny eredményeképpen a földmunkák is olcsóbbak lettek a tervezettnél. Számottevő energia megtakarítást eredményez az, hogy a villamos alállomásokat is optimalizálták. Szintén 2010-ben írják ki a tendert a kétfajta nagysebességű vonat beszerzésére is. Az egyik nemzetközi forgalomra, normál nyomtávra, a másik változtatható nyomtávolságú vonatra, amely a meglévő vonalaikon is alkalmazható. A spanyol és a portugál vasutak egyezséget kötöttek, a nemzetközi nagysebességű vonatok határátmenetével kapcsolatos együttműködésről.